# Ken Klee
Kenneth Robert Klee (* 24. dubna 1971 v Indianapolis, Indiana) je americký hokejový trenér a bývalý obránce.

## Hráčská kariéra
S profesionálním hokejem začínal v týmu St. Michael's Buzzers v lize OHA-B kde odehrál jednu sezónu 1988/89. Poté přestoupil do vyšší ligy CCHA do týmu Bowling Green Falcons kde strávil 3 sezóny a za tým odehrál 86 zápasů ve kterých nasbíral 41 bodů.
Byl draftován v NHL v roce 1990 v 9. kole (celkově 177.) týmem Washington Capitals.
Sezónu 1992/93 začínal na farmě Caps v týmu Baltimore Skipjacks kde strávil jednu sezónu a v následující sezóně 1993/94 kdy se stal před sezónou Portland Pirates novým farmařskym týmem Caps, hrával v týmu Pirates necelé dvě sezóny a v sezóně 1994/95 debutoval v NHL. Netrvalo mu dlouho a zařadil se mezi pravidelnými nastupujícími hráči a za Caps odehrál celkem 9 sezón (1994/2003) a v sezóně 1997/98 s týmem se probojovali až do finále play off o Stanley cup kdy podlehli týmu Detroit Red Wings 0:4 na zápasy. 23. září 2003 podepsal smlouvu s týmem Toronto Maple Leafs jako volný hráč. Za první sezónu v Leafs nasbíral za 66 zápasů 29 bodů a to byl jeho osobní rekord v počtu nasbíraných bodů. Během výluky v NHL 2004/05 nikde nenastupoval a prodloužil smlouvu s Torontem o dva roky s platem 2,5 mil. dolarů . Po výluce v NHL se vrátil zpět do Toronta kde hrával až do 8. března 2006 kdy se blížila uzávěrka přestupů byl vyměněn do týmu New Jersey Devils za útočníka Alexandr Suglobov. V Devils dokončil sezónu kdy s týmem postoupil do play off kdy vypadli v semifinále konferenci proti týmu Carolina Hurricanes kdy prohráli 1:4 na zápasy. 24. července 2006 podepsal jednoletou smlouvu s týmem Colorado Avalanche jako volný hráč . S týmem Avalanche se neprobojoval do play off kdy těsně skončili na postupové příčce kdy jim chybělo 1 bod k postupu. Za tým odehrál 81 zápasů kdy odehrál maximum zápasů za jednu sezónu a stal se nejlepším hráčem v počtu +18 (+/- body za pobyt na ledě). 2. července 2007 podepsal dvouletou smlouvu s týmem Atlanta Thrashers. V Thrashers odehrál celou sezónu 2007/2008 kdy v týmu vstřelil 1 gól dne 1. března 2008 v zápase proti Boston Bruins. Týmu se moc nedařilo a skončil jako 3 nejhorší tým v NHL. 26. září 2008 kdy měl s týmem Thrashers smlouvu na jeden rok, byl společně s Bradem Larsen a Chadem Painchaudem vyměněn do týmu Anaheim Ducks za obránce Mathieu Schneider. Poslední sezónu v NHL začal v Anaheimu kde odehrál 3 zápasy odešel do týmu Phoenix Coyotes kde dohrál sezónu a ukončil kariéru.

## Trenérská kariéra
V roce 2014 dostal na starost vést Americkou reprezentaci žen. Coby hlavní trenér ženského výběru USA, dosáhli pod jeho vedení zisk zlatých medailí. Tento úspěch dokázali zopakovat i v následujícím roce. Jeho bilance na mistrovství světa žen byla 10 zápasů - 9 vítězství a jedno vítězství po prodloužení. Poté, co opustil reprezentační výběr žen, připojil se do klubu Syracuse Crunch jako asistent hlavního trenéra. V Syracuse Crunch dělal asistenta hlavnímu trenérovi Benoîtu Groulxovi dva roky. V roce 2020 odešel trénovat mládež do Colorado Thunderbirds, nejprve dělal asistenta hlavního trenéra a v následující sezoně byl jmenován hlavním trenérem.

## Zajímavosti
- Nejvyšší podíl v historii NHL při vstřelených vítězných gólů 13 z 55.

## Prvenství
- Debut v NHL - 25. ledna 1995 (Montreal Canadiens proti Washington Capitals)
- První asistence v NHL - 2. dubna 1995 (Washington Capitals proti Boston Bruins)
- První gól v NHL - 4. dubna 1995 (New York Islanders proti Washington Capitals, kanadskému brankáři Jamie McLennan)

## Klubové statistiky
| Sezóna       | Klub                  | Soutěž       |     | Základní část | Základní část | Základní část | Základní část | Základní část |   | Play off | Play off | Play off | Play off | Play off |
| Sezóna       | Klub                  | Soutěž       | Z   | G             | A             | B             | TM            | Z             | G | A        | B        | TM       |          |          |
| 1988/1989    | St. Michael's Buzzers | OHA-B        | 40  | 9             | 23            | 32            | 64            | 27            | 5 | 12       | 17       | 54       |          |          |
| 1989/1990    | Bowling Green Falcons | CCHA         | 39  | 0             | 5             | 5             | 52            | —             | — | —        | —        | —        |          |          |
| 1990/1991    | Bowling Green Falcons | CCHA         | 37  | 7             | 28            | 35            | 50            | —             | — | —        | —        | —        |          |          |
| 1991/1992    | Bowling Green Falcons | CCHA         | 10  | 0             | 1             | 1             | 14            | —             | — | —        | —        | —        |          |          |
| 1992/1993    | Baltimore Skipjacks   | AHL          | 77  | 4             | 14            | 18            | 93            | 7             | 0 | 1        | 1        | 15       |          |          |
| 1993/1994    | Portland Pirates      | AHL          | 65  | 2             | 9             | 11            | 87            | 17            | 1 | 2        | 3        | 14       |          |          |
| 1994/1995    | Portland Pirates      | AHL          | 49  | 5             | 7             | 12            | 89            | —             | — | —        | —        | —        |          |          |
| 1994/1995    | Washington Capitals   | NHL          | 23  | 3             | 1             | 4             | 41            | 7             | 0 | 0        | 0        | 4        |          |          |
| 1995/1996    | Washington Capitals   | NHL          | 66  | 8             | 3             | 11            | 60            | 1             | 0 | 0        | 0        | 0        |          |          |
| 1996/1997    | Washington Capitals   | NHL          | 80  | 3             | 8             | 11            | 115           | —             | — | —        | —        | —        |          |          |
| 1997/1998    | Washington Capitals   | NHL          | 51  | 4             | 2             | 6             | 46            | 9             | 1 | 0        | 1        | 10       |          |          |
| 1998/1999    | Washington Capitals   | NHL          | 78  | 7             | 13            | 20            | 80            | —             | — | —        | —        | —        |          |          |
| 1999/2000    | Washington Capitals   | NHL          | 80  | 7             | 13            | 20            | 79            | 5             | 0 | 1        | 1        | 10       |          |          |
| 2000/2001    | Washington Capitals   | NHL          | 54  | 2             | 4             | 6             | 60            | 6             | 0 | 1        | 1        | 8        |          |          |
| 2001/2002    | Washington Capitals   | NHL          | 68  | 8             | 8             | 16            | 38            | —             | — | —        | —        | —        |          |          |
| 2002/2003    | Washington Capitals   | NHL          | 70  | 1             | 16            | 17            | 89            | 6             | 0 | 0        | 0        | 6        |          |          |
| 2003/2004    | Toronto Maple Leafs   | NHL          | 66  | 4             | 25            | 29            | 36            | 11            | 0 | 0        | 0        | 6        |          |          |
| 2005/2006    | Toronto Maple Leafs   | NHL          | 56  | 3             | 12            | 15            | 66            | —             | — | —        | —        | —        |          |          |
| 2005/2006    | New Jersey Devils     | NHL          | 18  | 0             | 0             | 0             | 14            | 6             | 1 | 0        | 1        | 6        |          |          |
| 2006/2007    | Colorado Avalanche    | NHL          | 81  | 3             | 16            | 19            | 68            | —             | — | —        | —        | —        |          |          |
| 2007/2008    | Atlanta Thrashers     | NHL          | 72  | 1             | 9             | 10            | 60            | —             | — | —        | —        | —        |          |          |
| 2008/2009    | Anaheim Ducks         | NHL          | 3   | 0             | 0             | 0             | 4             | —             | — | —        | —        | —        |          |          |
| 2008/2009    | Phoenix Coyotes       | NHL          | 68  | 1             | 10            | 11            | 24            | —             | — | —        | —        | —        |          |          |
| Celkem v NHL | Celkem v NHL          | Celkem v NHL | 934 | 55            | 140           | 195           | 880           | 51            | 2 | 2        | 4        | 50       |          |          |

## Reprezentace
| Rok         | Tým         | Soutěž      | Z  | G | A | B | TM |
| ----------- | ----------- | ----------- | -- | - | - | - | -- |
| 1991        | USA         | MSJ         | 8  | 1 | 1 | 2 | 2  |
| 1992        | USA         | MS          | 2  | 0 | 0 | 0 | 0  |
| 1997        | USA         | MS          | 8  | 1 | 0 | 1 | 12 |
| 2004        | USA         | SP          | 4  | 0 | 0 | 0 | 0  |
| Celkem v MS | Celkem v MS | Celkem v MS | 10 | 1 | 0 | 1 | 12 |